# فيضانات خنان 2021
فيضانات خنان 2021 منذ 17 يوليو 2021 تأثرت مقاطعة خنان في الصين بكميات كبيرة من الأمطار. حطم هطول الأمطار الرقم القياسي لأكبر هطول للأمطار في يوم واحد تم تسجيله على الإطلاق في أجزاء كثيرة من خنان. قُتل ما لا يقل عن 13 شخصًا، وتم الإبلاغ عن فقد شخصين، وتم إجلاء ما لا يقل عن 100.000 شخص.

## الأسباب
تسببت عدة عوامل إلى ما يسمى بالفيضانات المدمرة «غير العادية» في خنان. ساهم الارتفاع شبه الاستوائي في غرب المحيط الهادئ ومنطقة الضغط العالي القارية في بحر اليابان وشمال غرب الصين الداخلي في استمرار هطول الأمطار في المقاطعة. بالإضافة إلى ذلك تقع المنطقة في نهاية الارتفاع شبه الاستوائي في منتصف يوليو، مما يتسبب في هطول أمطار غزيرة وعواصف رعدية متكررة.
عندما بدأ إعصار تايفون إن فا في الاقتراب من مقاطعة فوجيان جنوب شرق الصين، تم دفع كمية وفيرة من الرطوبة داخل البر الرئيسي للصين، مما تسبب أيضًا في هطول أمطار غزيرة. أفادت التقارير أن الحمل الحراري متوسط الحجم يتحرك بشكل متكرر فوق مدينة تشنغتشو، مما يتسبب في حدوث عواصف رعدية شديدة.

## الجو
من الساعة 8:00 يوم 19 يوليو إلى الساعة 8:00 يوم 20 يوليو، رصدت محطات مراقبة هطول الأمطار في مقاطعة خنان كمية كبيرة من الأمطار، بما في ذلك خمس محطات مراقبة وطنية صينية، سونغشان (364.6 ملم)، شينمي (254.9 ملم)، شينزينج (196) مم)، ديغفينغ (192.8 مم)، يانشي (183.3 مم). واجهت مدينة تشنغتشو هطول أمطار غزيرة نادرة للغاية من الساعة 16:00 إلى الساعة 17:00 يوم 20 يوليو. بلغ معدل هطول الأمطار في ساعة واحدة 201.9 ملم، مما تسبب في تشبع المياه بشكل خطير. بلغ 13 خزانًا في مقاطعة خنان حد السيطرة على الفيضانات.
وفقًا لإدارة الأرصاد الجوية الصينية فإن الأسباب الرئيسية للأمطار الغزيرة هي إعصارإن فا الذي يبعد 1.000 كيلومتر عن مقاطعة خنان والضغط المرتفع شبه الاستوائي المستمر الذي يوجه باستمرار كمية كبيرة من بخار الماء إلى الأرض، ويتأثر من خلال رفع جبال تايهانغ والمناطق الطبوغرافية الأخرى. تسبب هذا في فيضان من الأمطار الغزيرة في خنان بسبب الأمطار الغزيرة.

## الكارثة

### تشنغتشو
في 16 يوليو بدأت تشنغتشو تعاني من هطول أمطار غزيرة. في 20 يوليو وحده بلغ متوسط هطول الأمطار في ذلك اليوم 253 ملم. من بينها من الساعة 16:00 حتى الساعة 17:00 يوم 20 يوليو بلغ هطول الأمطار في ساعة واحدة 201.9 ملم. ومن الساعة 20:00 يوم 17 يوليو حتى الساعة 20:00 يوم 20 يوليو بلغ معدل هطول الأمطار 617.1 ملم في غضون ثلاثة أيام. كان ركاب مترو الأنفاق محاصرين في المياه وكانت السيارات تطفو في الشوارع. كانت الأمطار الغزيرة شديدة لدرجة أن العديد من السيارات على الطريق بالقرب من منطقة دانشي الفرعية في بحيرة نانلونغ غمرتها الأمطار. أصدر مرصد تشنغتشو للأرصاد الجوية إشارة تحذير حمراء للعواصف المطيرة، وقام مقر تشنغتشو للسيطرة على الفيضانات والإغاثة من الجفاف برفع مستوى الاستجابة الطارئة للتحكم في الفيضانات إلى المستوى الأول.

### كايفنغ
في مساء يوم 19 يوليو تعرضت كايفنغ لهجوم بسبب هطول أمطار غزيرة. بحلول صباح يوم 20 تصاعدت الأمطار الغزيرة إلى أمطار غزيرة. أصدر كايفنغ تحذيرًا أحمر من عاصفة ممطرة وفقًا لذلك، وتمت ترقيته إلى تحذير من عاصفة ممطرة برتقالية بعد ظهر يوم 20.